# Manoir du Pouët
Le manoir du Pouët est un manoir  situé à Preuilly-sur-Claise dans le département français d'Indre-et-Loire.

## Histoire
Le manoir du Pouët, édifié sur un coteau qui domine la vallée de la Claise, date en majeure partie du XVIe siècle. Le Pouët est un ancien fief relevant de la baronnie de Preuilly, et qui appartenait à l'ancienne paroisse de Saint-Michel-du-Bois.
La famille de Périon en était propriétaire au XVIe siècle et XVIIe siècle, d'où probablement le nom de Grange-Périon ou Grange-Périon-les-Preuilly qui lui était alors donné. Les seigneurs connus sont : Jean de Périon en 1567, Antoine de Périon en 1574, Louis de Périon en 1656. Plus tard, on retrouve la dénomination Le Poëte sur la carte de Cassini (fin du XVIIIe siècle).
Le fief est également dénommé La Grange-Jacquemin au XVIIe siècle et XVIIIe siècle, dont dépendent alors le Guillery et Gratepuy. Le 22 août 1743, le manoir est racheté par le baron de Preuilly, François de Gallifet, à Jacques Mayaud de Bois Lambert, écuyer. Louis Villeret est fermier de la seigneurie du Pouet, à la fin du XVIIIe siècle.
Le manoir du Pouët est inscrit aux Monuments Historiques depuis 1984.
C'est une propriété privée, fermée au public.

## Architecture
L'accès au manoir se fait par un imposant portail à porte cochère, accolé d'une porte piétonne. Il daterait quant à lui du XVIIe siècle. Le manoir du XVIe siècle est un bâtiment de plan rectangulaire, flanqué d'une tour circulaire, arasée obliquement, et prolongé d'un bâtiment en appentis. Les deux fenêtres de l'étage du logis principal présentent encore des croisées de meneaux. Au rez-de-chaussée, on remarque au-dessus de l'entrée les traces d'un blason. Il subsiste dans le logis une belle cheminée qui daterait du XVe siècle, comportant un large manteau reposant sur deux colonnes. La façade nord-ouest comporte en son centre et en saillie, une tour carrée abritant l'escalier à vis qui dessert les étages.

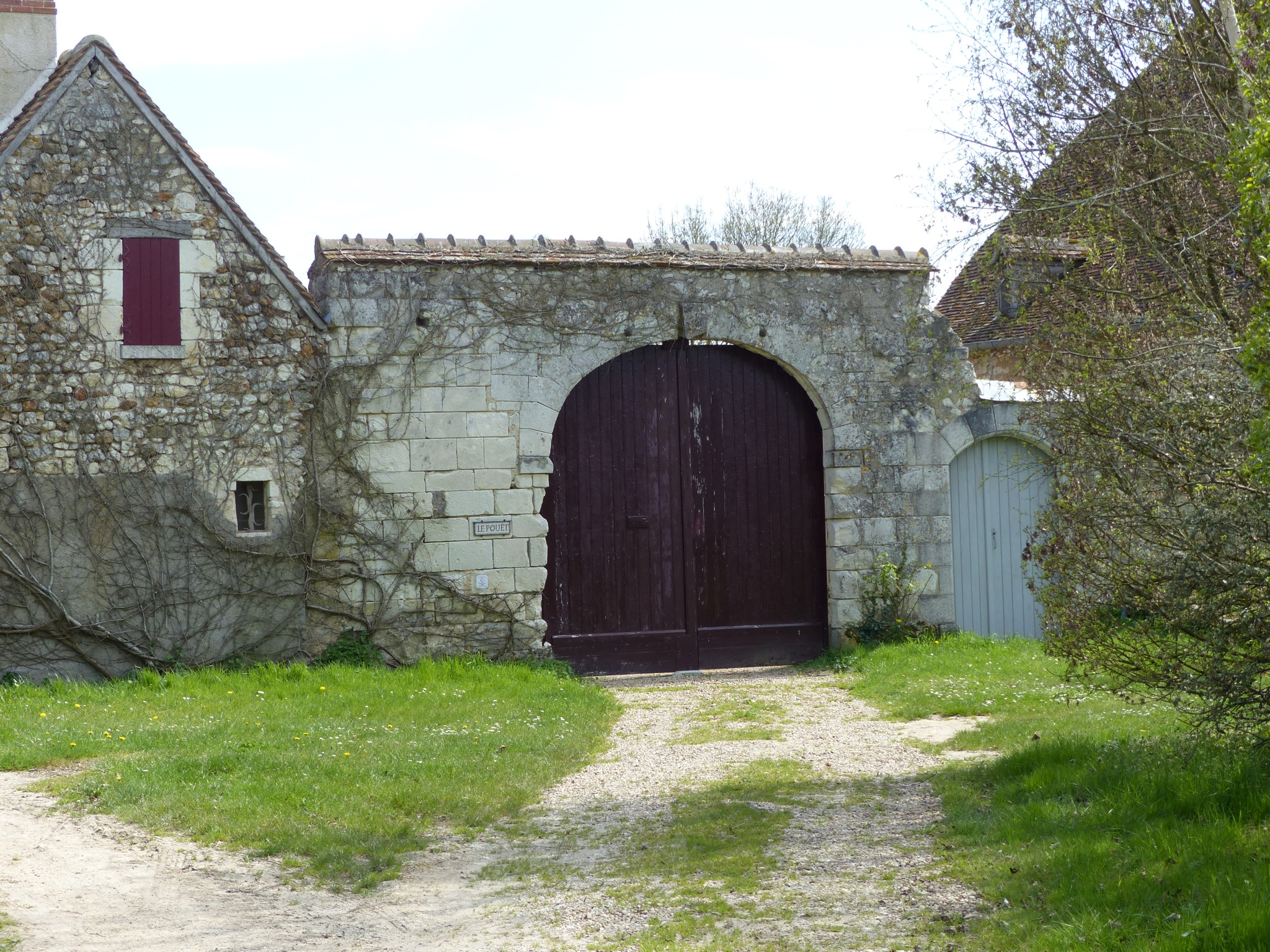
Porche du Manoir du Pouët
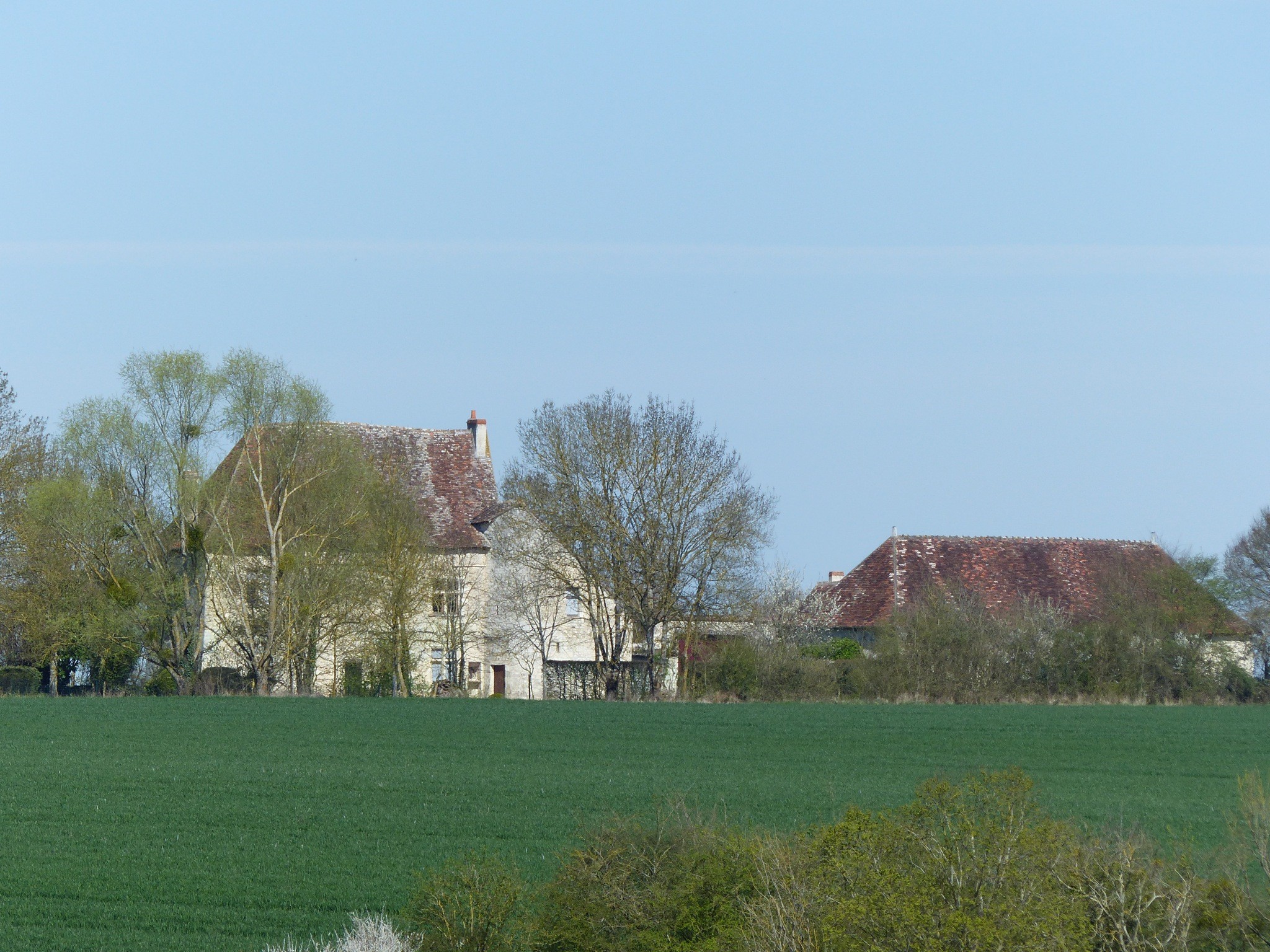
Vue d'ensemble du Manoir du Pouët
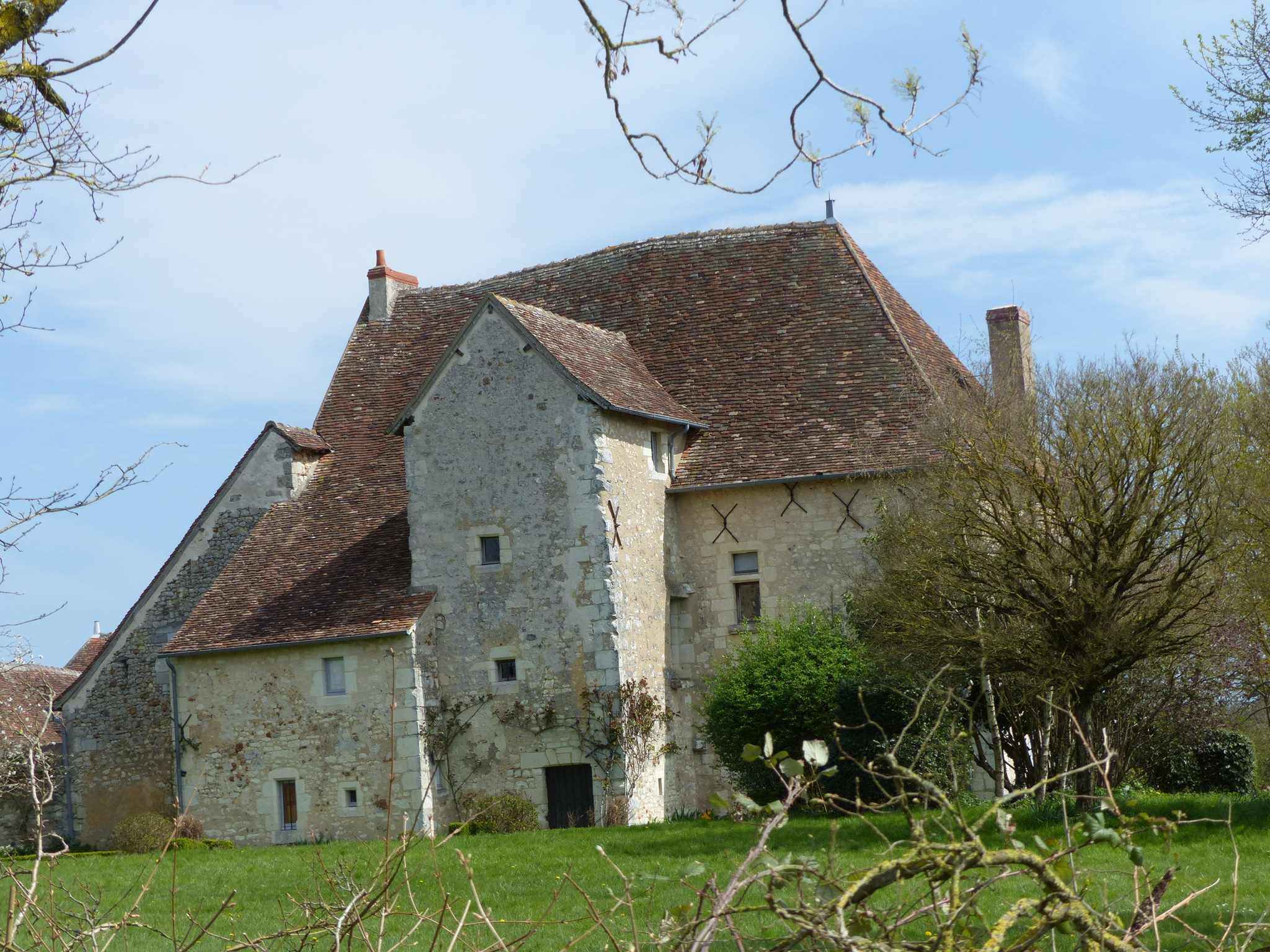
Logis du Pouët (nord-ouest)